# François Gangloff
François Gangloff (n. 11 iulie 1898, Bischheim, Alsacia-Lorena, Franța – d. 16 martie 1979, Strasbourg, Franța) a fost un gimnast artistic ce a reprezentat Franța, medaliat olimpic. A participat la o ediție a Jocurilor Olimpice (1924) în care a câștigat două medalii de argint.

## Participări
Lista de mai jos prezintă principalele competiții la care a participat François Gangloff de-a lungul carierei.
- gymnastics at the 1924 Summer Olympics – men's sidehorse vault[*]